# اعتلال دماغي كبدي
الاعتلال الدماغي الكبدي (بالإنجليزية: Hepatic encephalopathy) ويسمى أيضاً السبات الكبدي أو الاعتلال الدماغي البابي الجهازي هو متلازمة عصبية نفسية تصيب المريض نتيجة فشل الكبد بسبب مرض الكبد سواء كان مرضًا مزمنًا كتليف الكبد أو مرضًا حادًّا. يمكن تشخيص الاعتلال الدماغي الكبدي فقط بعد استبعاد المسببات العصبية والنفسية، والأمراض المعدية، وغيرها من مشاكل التمثيل الغذائي. في الإنسان الطبيعي يتعامل الكبد مع المواد السامة ويحولها لمواد غير سامة لتخرج خارج الجسم ولكن مع الاختلال الشديد في وظيفة الكبد تتراكم المواد السامة في الدم وتؤدي إلى اختلال وظيفة خلايا الدماغ.
إذا كان هناك أيضا ارتفاع في ضغط الدم في الوريد البابي الكبدي سوف يتجاوز الدم الذي يأتي إلى الوريد البابي الكبد من الأمعاء نظام التنقية في الكبد، فتمر المواد السامة مباشرة إلى الدماغ، من دون تعديلها أو تنقيتها. ويمكن أن تشمل علامات الاعتلال الدماغي الكبدي ضعف الإدراك، رعشة، وانخفاض مستوى الوعي متضمناً غيبوبة وتسمى غيبوبة كبدية، واستسقاء الدماغ، وفي نهاية المطاف الموت.

## الأعراض والعلامات
الاعتلال الدماغي الكبدي يؤدي إلى تغيير في الوظيفة الإدراكية يتراوح من خلل غير ملحوظ في الوظائف العقلية العليا في الحالات الخفيفة إلى غيبوبة في الحالات الشديدة وإذا تركت الحالة دون علاج يمكن أن يؤدي اعتلال الدماغ الكبدي الحاد إلى الموت.
من العلامات الأولى للاعتلال الدماغي الكبدي ظاهرة «عكس الليل والنهار» وبمعنى آخر يميل المرضى إلى النوم أثناء النهار والبقاء مستيقظين أثناء الليل. ومن العلامات الأولى الأخرى للاعتلال الدماغي الكبدي هو ضعف الإدراك المكاني ويتضح هذا عند ملاحظة قدرة المريض الضعيفة على رسم صور صغيرة أو نسخها مثل النجوم عقارب ساعة أو ضعف قدرته على توصيل عدد من النقاط المرتبة عشوائياً على ورقة بيضاء والذي يسمى باختبار توصيل الأرقام.

## العوامل المساعدة لتسريع ظهوره
يعتمد ظهور الاعتلال الكبدي الدماغي بالأساس على سوء وتفاقم حالة الكبد ولكن حدوث هذا الاعتلال قد يسببه ويسرع حدوثه عوامل أخرى والتي من الممكن علاجها فتتحسن حالة المريض، فلذلك يجب البحث عن السبب المساعد لظهور الاعتلال الكبدي وعلاجه فقد يتحسن المريض.
عمليا أي اضطراب في الأيض قد يسبب اعتلال دماغي كبدي وأهم هذه الاضطرابات هي:-
- نقص صوديوم الدم وغالبا ما تنشأ نتيجة علاج مدر للبول، أو نتيجة الوذمة والاستسقاء في مراحل متقدمة من تليف الكبد.
- نقص بوتاسيوم الدم (أيضاً في كثير من الأحيان نتيجة لاستخدام مدر للبول).
- قلوية الدم.
- حدوث جفاف والذي قد ينتج عن القيء أو الإسهال أو ارتفاع درجة الحرارة كما قد يكون نتيجة استخدام مدرات البول.
- نقص السكر في الدم (وهو شرط مع الناس التي هي عرضة لتليف الكبد).
- الفشل الكلوي حتى الدرجات البسيطة منه.
- هناك أدوية تساعد على ظهور الاعتلال الدماغ الكبدي. تشمل هذه الأدوية البنزوديازيبينات (على سبيل المثال، ديازيبام)، والمخدرات، ومدرات البول. تناول الكحول، سواء كان أو لم يكن هو سبب إصابة الكبد بالمرض.
- العدوى وهي أهم العوامل المساعدة على ظهور الاعتلال الدماغي الكبدي ففي بعض حالات العدوى بأي من أمراض الكبد المعدية قد لا يوجد أي عرض سوى الاعتلال الدماغي الكبدي وهذه ظاهرة متكررة في المرضى المصابين بالاستسقاء وحدوث عدوى جرثومية.
- عدم امتثال المريض للتعليمات الطبية بتقليل وتحديد كمية البروتين التي يتناولها نظراً لعدم استساغة العامة للحمية المنخفضة البروتين.
- نزيف في المعدة أو الأمعاء الدقيقة (وكلاهما يحدثان بنسبة عالية في مرضى الكبد و/ أو ارتفاع ضغط الدم في الوريد البابي الكبدي) لأن الدم يحتوي على كميات كبيرة من البروتين في شكل بروتينات البلازما وخضاب الدم وبالتالي، فإن وجود الدم في المعدة أو الأمعاء الدقيقة يمثل حمل من البروتين ونتيجة لعملية التمثيل الغذائي الجرثومي في تجويف الأمعاء، يتم تحويلها إلى منتجات محتملة السمية مثل الأمونيا.
- بعض العمليات الجراحية المستخدمة لعلاج ارتفاع ضغط الدم في الوريد البابي الكبدي قد تؤدي إلى تطوير اعتلال الدماغ الكبدي على سبيل المثال، عمليات لتخفيف الضغط في الوريد البابي عن طريق توصيله إلى وريد الطحال وقد يترتب عليه تحويل الدم الوريدي بعيدا عن الكبد. وهذا يعني أن الأمونيا التي يحملها الدم من هذا القبيل لن تكون قادرة على أن تنقى عن طريق الكبد.
- تناول كمية كبيرة من البروتينات خاصة الحيوانية.
- حدوث الإمساك.

## تقسيماته ومراحله
في المؤتمر العالمي لأمراض الجهاز الهضمي والذي عقد عام 1998 في فيينا، تم وضع اقتراح لتصنيف اعتلال الدماغ الكبدي ووفقا لهذا التصنيف، اعتلال الدماغ الكبدي ينقسم إلى ثلاث أنواع:-
- نوع (أ) (= النوع الحاد) ويصف اعتلال الدماغ الكبدي المرتبط بالفشل الكبدي الحاد
- النوع (ب) وهو نتيجة عمليات جراحية لتحويل مجرى الدم من الوريد البابي الكبدي إلى الأوردة الجهازية في الجسم مع عدم وجود مرض في الكبد
- نوع (ج) (= تليف الكبد) ويحدث في المرضى الذين يعانون من تليف الكبد.

بالإضافة إلى ذلك فمدة وخصائص الاعتلال الدماغي الكبدي تقسم إلى :-
- - نوبي أي (على هيئة نوبات).
  - مستديمة.
  - لا تكاد تذكر.

## العلاج
1. تنظيم الغذاء
2. علاج انخفاض مستوى البوتاسيوم
3. سكر اللاكتولوز
4. المضادات الحيوية
5. ريفاكسيمين
6. مضادات البينزوديازبينات. ل - أورنثين ل - اسبرتات.

## الغذاء
في الماضي كان يعتقد أن تناول البروتين حتى بمستويات عادية يزيد من خطر الإصابة باعتلال دماغي كبدي ولكن قد تبين أن ذلك غير صحيح. بالإضافة إلى أن عدد كبير من الأشخاص الذين يعانون من أمراض الكبد المزمنة يعانون من سوء التغذية مما يتطلّب كمية كافية من البروتين للمحافظة على وزن مسقرّ. لذلك يوصى باتباع نظام غذائي يحتوي على كمية كافية من البروتين والطاقة.